# Gebroeders Tjallema

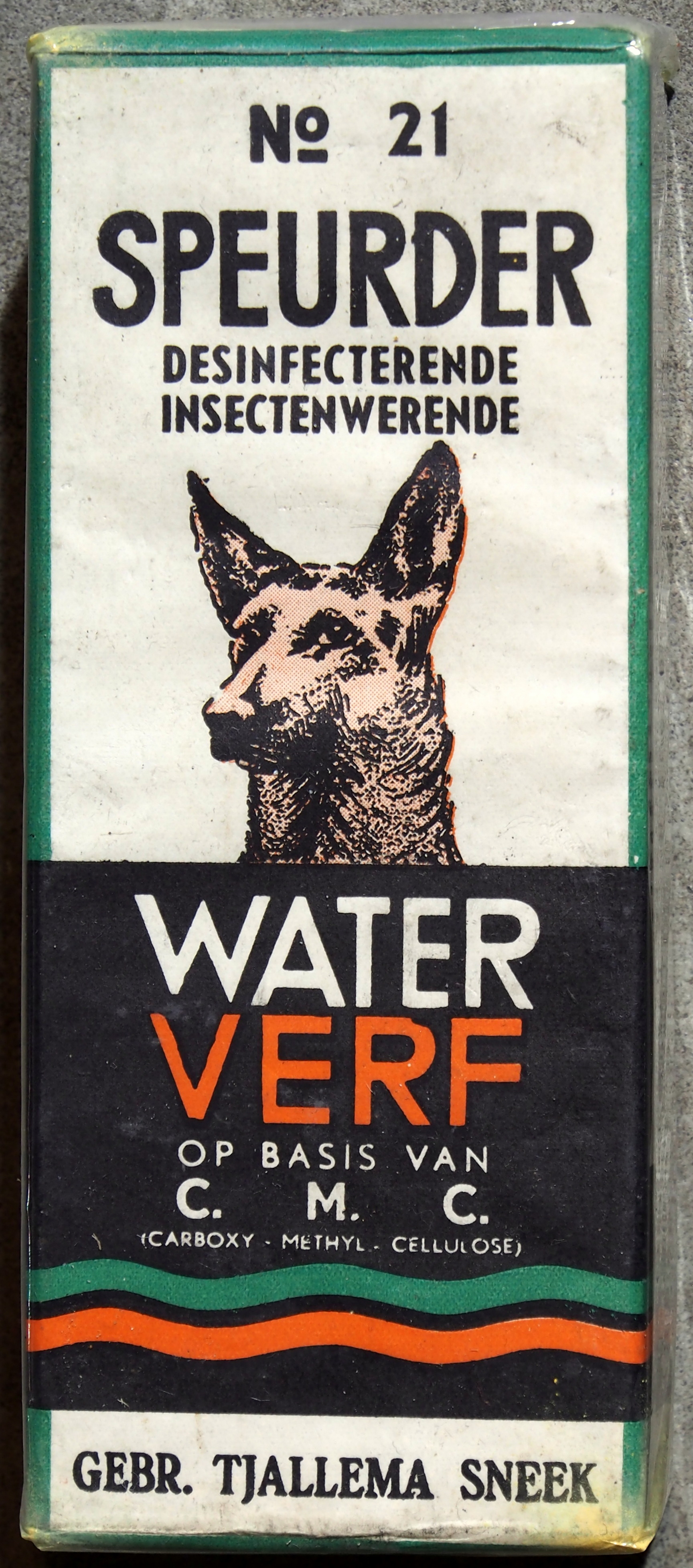
"No 21 Speurder", desinfecterende insectenwerende waterverf

Gebr. Tjallema was een verffabriek in Sneek die voornamelijk doe-het-zelfverven produceerde.
Het bedrijf startte in 1904 te Bozum bij Sneek, waar huisschilder Ruurd Tjallema een verffabriekje begon. Hoewel iedere schilder toen nog zijn eigen verf maakte, vond hij het verf maken en verkopen lucratiever. Zijn eerste krachtbron was een petroleummotor.
In 1914 verhuisde de fabriek naar Sneek, en in 1923 nam hij de verffabriek van Jan Houwing over. Oorspronkelijk werden scheepsverven en buitenverven gemaakt, de laatste voor boeren. Daar voerden de knechts allerlei schilderswerkzaamheden uit, bijvoorbeeld aan boerenwagens die in elk dorp een specifieke kleur hadden. Tjallema leverde deze kleuren en legde zo de basis voor de doe-het-zelfmarkt. Dit resulteerde in een sneller drogende verf onder de merknaam Speurder, naar de hond van Gerrit Tjallema.
In 1947 werd verhuisd naar de Oppenhuizerweg te Sneek, waar een leegstaand pand van Noury & Van der Lande werd betrokken. Nadat het bedrijf in 1954 was overgenomen door Sikkens werd in 1955 het merk Flexa ingevoerd. Omstreeks deze tijd begonnen veel schilders met een verfwinkel, en het assortiment speelde daarop in. Doe-het-zelvers maakten soms nog zelf poederverf aan, en het Bredase fabriekje Wenzo werd omstreeks 1955 opgekocht om dit te produceren. Wenzo werd vrij snel weer gesloten.
Later is ook het Tjallema-bedrijf te Sneek gesloten.